# Khilchipur (stato)
Lo Stato di Khilchipur fu uno stato principesco del subcontinente indiano, avente per capitale la città di Khilchipur.

## Storia
Lo stato venne fondato nel 1544 dal dewan Ugra Sen, un Rajput della dinastia Khichi (una parte del più ampio clan Chauhan), il quale venne costretto per dissensi con la sua famiglia a migrare dalla capitale di Gagraun. Gli venne garantita della terra e successivamente l'Imperatore moghul gli confermò tale possedimento oltre a donargli ulteriori terre da Zirapur e Machalpur, che poi divennero parte dello Stato di Indore, e Shujalpur, che poi divenne parte dello Stato di Gwalior.
Khilchipur fu la capitale dello stato, che con l'avvento degli inglesi venne trasferita sotto l'Agenzia di Bhopal e nell'Agenzia dell'India Centrale. Lo stato entrò a far parte del governo indiano dopo l'indipendenza nel 1947 ed il Khilchipur divenne parte del nuovo stato di Madhya Bharat, il quale a sua volta venne unito al Madhya Pradesh il 1 novembre 1956.

## Governanti
I governanti di Khilchipur ottennero il titolo "Rao Bahadur" dal 1870 sino al 1928.

### Dewan
- 1679 - 1715                Anup Singh II
- 1718 - 1738                Fateh Singh
- 1738 - 1770                Dewan Singh
- 1770 - 1787                Abhai Singh
- 1787 - 1795?               Dip Singh
- 1795 - 1819                Durjan Sal                         (m. 1819)
- 1819                       Balwant Singh
- 1819 - 1868                Shir Singh                         (n. 1814 - m. 1868)
- 27 novembre 1868 - aprile 1873     Amar Singh                         (n. 1834 - m. ....)

### Rao Bahadur
- aprile 1873 - 1899            Amar Singh                         (s.a.)
- 1899 - 18 gennaio 1908         Bhawani Singh
- 19 gennaio 1908 - 1928         Durjan Sal Singh                   (n. 1897 - m. 1942)

### Raja
- 1928 - 1942                Durjan Sal Singh                   (s.a.)
- 1942 - 15 agosto 1947         Yashodar Singh                     (n. 1918 - m. 1961)